# Lista chorążych reprezentacji Mjanmy na igrzyskach olimpijskich
Lista chorążych reprezentacji Mjanmy na igrzyskach olimpijskich – lista osób, które podczas ceremonii otwarcia nowożytnych igrzysk olimpijskich nosiły flagę Mjanmy.

## Lista chorążych
| Lp. | Rok i miejsce    | Chorąży            | Dyscyplina    |
| --- | ---------------- | ------------------ | ------------- |
| 1   | Londyn 1948      | b.d.               | b.d.          |
| 2   | Helsinki 1952    | b.d.               | b.d.          |
| 3   | Melbourne 1956   | b.d.               | b.d.          |
| 4   | Rzym 1960        | b.d.               | b.d.          |
| 5   | Tokio 1964       | b.d.               | b.d.          |
| 6   | Meksyk 1968      | b.d.               | b.d.          |
| 7   | Monachium 1972   | Win Maung          | Piłka nożna   |
| 8   | Moskwa 1980      | b.d.               | b.d.          |
| 9   | Los Angeles 1984 | Latt Zaw           | Boks          |
| 10  | Seul 1988        | b.d.               | b.d.          |
| 11  | Barcelona 1992   | b.d.               | b.d.          |
| 12  | Atlanta 1996     | Soe Myint          | Strzelectwo   |
| 13  | Sydney 2000      | Maung Maung Nge    | Lekkoatletyka |
| 14  | Ateny 2004       | Hla Win U          | b.d.          |
| 15  | Pekin 2008       | Phone Myint Tayzar | Kajakarstwo   |
| 16  | Londyn 2012      | Thet Zaw Win       | Lekkoatletyka |
| 17  | 2016, Rio        | Yan Naing Soe      | Judo          |
| 18  | 2020, Tokio      | Thet Htar Thuzar   | Badminton     |
| 18  | 2020, Tokio      | Ye Tun Naung       | Strzelectwo   |